# Bão Halola (2015)
Bão Halola, được biết đến ở Philippines với tên gọi Bão Goring, là một xoáy thuận nhiệt đới tồn tại trong quãng thời gian dài vào tháng 7 năm 2015. Cơn bão hình thành trên vùng Trung tâm Thái Bình Dương và cuối cùng đã tấn công Nhật Bản. Vào ngày 11 tháng 7, Halola phát triển thành cơn bão nhiệt đới thứ năm của mùa bão Đông Bắc Thái Bình Dương trên vùng biển phía Nam - Tây Nam Hawaii và là cơn bão thứ hai tại trung tâm Thái Bình Dương được đặt tên, sau cơn bão Eli trước đó. Ngày hôm sau, khi vượt đường đổi ngày quốc tế, Halola trở thành cơn bão nhiệt đới thứ 12 của mùa bão Tây Bắc Thái Bình Dương. Hai ngày sau Halola mạnh lên thành bão cuồng phong. Tuy nhiên, những điều kiện bất lợi đã làm hệ thống dần phân rã xuống thành áp thấp nhiệt đới trong ngày 18. Đến ngày 20, Halola mạnh lại thành bão nhiệt đới và là bão cuồng phong vào ngày 21, và mắt bão đã xuất hiện trong một khoảng thời gian ngắn. Vào ngày 23 Halola được PAGASA đặt tên là Goring khi nó đi vào khu vực theo dõi của tổ chức này. Hai ngày sau, Halola suy yếu xuống bão nhiệt đới dữ dội trên khu vực quần đảo Ryukyu, sau đó nó đổ bộ lên Kyushu trong ngày 26 trước khi tan trên eo biển Tsushima.

## Lịch sử khí tượng
Vào cuối ngày 6 tháng 7, một vùng nhiễu động nhiệt đới đã hình thành trên khu vực cách Honolulu, Hawaii khoảng 1.840 km (1.145 dặm) về phía Tây Nam. Hệ thống di chuyển theo hướng Bắc và củng cố chậm chạp cho đến ngày 10 tháng 7, thời điểm mà nó phát triển thành một áp thấp nhiệt đới và chuyển hướng Tây. Dưới điều kiện độ đứt gió theo chiều thẳng đứng tương đối thấp, áp thấp nhiệt đới đã mạnh lên thành bão nhiệt đới và được đặt tên là Halola bởi Trung tâm Bão Trung tâm Thái Bình Dương (CPHP) trong ngày 11. Từ ngày 12, Halola di chuyển theo hướng Tây Bắc và nó đã vượt đường đổi ngày quốc tế vào cuối ngày hôm đó. Trong vòng 6 tiếng sau, hệ thống đã được Cơ quan Khí tượng Nhật Bản (JMA) phân loại là một cơn bão nhiệt đới dữ dội. Với đôi kênh dòng thổi ra ổn định, cả JMA lẫn Trung tâm Cảnh báo Bão Liên hợp (JTWC) đều nâng cấp Halola lên thành bão cuồng phong trong ngày 14, khi đó một mắt bão nhỏ đã xuất hiện trong khoảng thời gian ngắn. Mặc dù JMA tuyên bố Halola mạnh thêm một chút sau đó, JTWC phân tích rằng nó đã phải đấu tranh để tăng cường và bắt đầu suy yếu.
Do độ đứt gió theo chiều thẳng đứng mạnh, Halola trở nên rất bất tổ chức khi nó ở trên khu vực gần đảo Wake vào ngày 16 tháng 7; với đối lưu bị cắt rời ở phần phía Đông và một tâm hoàn lưu mực thấp rời rạc. Kết quả là JMA cũng như JTWC đều giáng cấp hệ thống xuống còn bão nhiệt đới. Vào ngày 18 tháng 7, với không khí khô đáng kể xâm nhập từ một rãnh trên tầng đối lưu (TUTT) ở phía Bắc, Halola tiếp tục suy yếu xuống áp thấp nhiệt đới, lúc này chỉ còn những hàng mây tầng thấp thuôn dài lộ ra bao bọc lấy một trung tâm tàn tạ. Hai ngày sau, với dòng thổi ra hướng xích đạo và cực được cải thiện, Halola mạnh trở lại thành bão nhiệt đới và tiếp tục di chuyển theo hướng Tây - Tây Bắc dọc theo rìa của áp cao cận nhiệt Theo như JMA, chỉ mất đúng 6 tiếng để hệ thống mạnh lên thành một cơn bão nhiệt đới dữ dội.
Dưới điều kiện nhiệt độ nước biển trên bề mặt ấm, độ đứt gió theo chiều thẳng đứng thấp, Halola tăng cường thành bão cuồng phong một lần nữa trên khu vực giữa quần đảo Bắc Mariana và quần đảo Kazan vào sáng sớm ngày 21, hình thành nên một mắt bão bị mây che mờ trong một thời gian ngắn. JMA nhận định cơn bão đạt đỉnh lần hai vào buổi trưa, với vận tốc gió duy trì 10 phút tối đa 150 km/giờ (90 dặm/giờ) và áp suất trung tâm 955 hPa (28,20 inHg). Trong sáng sớm ngày 22, Halola cố gắng hình thành nên mắt bão một lần nữa nhưng đã nhanh chóng bị mây che phủ, trước khi JTWC nhận định hệ thống đạt đỉnh lần hai vào lúc 18:00 UTC với vận tốc gió duy trì 1 phút 165 km/giờ (105 dặm/giờ). Sau đó, một con mắt rõ nét lại xuất hiện nhưng chỉ duy trì được một thời gian ngắn trong sáng sớm ngày 23, không lâu trước khi Cục quản lý Thiên văn, Địa vật lý và Khí quyển Philippines (PAGASA) đặt tên cho hệ thống là Goring. Tiếp đến, không khí khô bắt đầu quấn xung quanh lõi, dẫn đến sự suy yếu của cấu trúc đối lưu.
Thất bại trong việc hình thành một mắt bão ổn định, cơn bão bắt đầu suy yếu trong ngày 24, với không khí khô và độ đứt gió theo chiều thẳng đứng trung bình ở phía Bắc cùng kết hợp làm xói mòn hệ thống. Vào cuối ngày 25, Halola di chuyển qua khu vực gần quần đảo Amami Ōshima. Ngày hôm sau, cơn bão đổ bộ lần đầu tiên lên Saikai, Nagasaki vào khoảng 09:30 UTC và lần thứ hai lên Sasebo, Nagasaki lúc 10:00 UTC. Sáu tiếng sau lần đổ bộ thứ hai, Halola được tuyên bố là một vùng thấp tàn dư trong ngày 26.

## Tác động
Trên khắp quần đảo Daitō, những trang trại mía đã chịu ảnh hưởng nghiêm trọng từ bão Halola, dẫn đến thiệt hại vào khoảng 154 triệu Yên (1,2 triệu USD).
Tại tỉnh Akita, một số tuyến đê đã bị vỡ bởi những cơn mưa nặng hạt từ một front thời tiết bị kích thích bởi cơn bão.